# Tadeusz Pawłowski
Tadeusz Pawłowski (* 14. října 1953, Vratislav) je bývalý polský fotbalista, záložník. Po skončení aktivní kariéry působil jako trenér.

## Fotbalová kariéra
Začínal týmu Zagłębie Wałbrzych. V roce 1974 přestoupil do týmu Śląsk Wrocław, se kterým v roce 1977 vyhrál polskou ligu a v roce 1976 pohár. V polské lize nastoupil ve 288 utkáních a dal 78 gólů. Dále hrál rakouskou ligu za Admira Wacker Wien, nastoupil ve 20 utkáních a dal 2 góly. Kariéru končil v nižších rakouských soutěžích v týmu IG Bregenz / Dornbirn. V Poháru mistrů evropských zemí nastoupil ve 2 utkáních a dal 1 gól, v Poháru vítězů pohárů nastoupil v 6 utkáních a dal 2 góly a v Poháru UEFA nastoupil v 16 utkáních a dal 10 gólů. Za polskou reprezentaci nastoupil v letech 1976-1979 v 5 utkáních.

## Ligová bilance
| Ročník                                  | Zápasy | Góly | Klub                  |
| --------------------------------------- | ------ | ---- | --------------------- |
| I Liga 1971/1972                        | 18     | 4    | Zagłębie Wałbrzych    |
| I Liga 1972/1973                        | 26     | 8    | Zagłębie Wałbrzych    |
| I Liga 1973/1974                        | 27     | 3    | Zagłębie Wałbrzych    |
| I Liga 1974/1975                        | 19     | 7    | Śląsk Wrocław         |
| I Liga 1975/1976                        | 27     | 11   | Śląsk Wrocław         |
| I Liga 1976/1977                        | 29     | 5    | Śląsk Wrocław         |
| I Liga 1977/1978                        | 27     | 2    | Śląsk Wrocław         |
| I Liga 1978/1979                        | 30     | 5    | Śląsk Wrocław         |
| I Liga 1979/1980                        | 27     | 16   | Śląsk Wrocław         |
| I Liga 1980/1981                        | 29     | 6    | Śląsk Wrocław         |
| I Liga 1981/1982                        | 28     | 11   | Śląsk Wrocław         |
| I Liga 1982/1983                        | 1      | 0    | Śląsk Wrocław         |
| Rakouská fotbalová Bundesliga 1982/1983 | 12     | 2    | Admira Wacker Wien    |
| Rakouská fotbalová Bundesliga 1983/1984 | 8      | 1    | Admira Wacker Wien    |
| 2. rakouská liga 1984/1985              | -      | -    | IG Bregenz / Dornbirn |
| 2. rakouská liga 1985/1986              | -      | -    | IG Bregenz / Dornbirn |
| 2. rakouská liga 1986/1987              | -      | -    | IG Bregenz / Dornbirn |
| CELKEM 1. polská liga                   | 288    | 78   |                       |
| CELKEM Rakouská fotbalová Bundesliga    | 20     | 2    |                       |